# Eva Rylander
Eva Christina Rylander, född 22 augusti 1938 i Helsingfors, är en svensk läkare. 
Rylander blev legitimerad läkare 1966, medicine doktor i Stockholm 1972 på avhandlingen Studies on metabolic effects of short exposure to cold in human infants, docent i obstetrik och gynekologi 1977, var klinisk amanuens 1974–1975, klinisk lärare på kvinnokliniken i Umeå 1977–1988 och sedermera professor i obstetrik och gynekologi vid Karolinska institutet och överläkare vid Danderyds sjukhus. Hon har bedrivit forskning inom områdena förebyggande av cervixcancer och dess förstadier samt motverkande av spridning av sexuellt överförbara sjukdomar.
Hon är dotter till professor Gösta Rylander och docent Mirjam Furuhjelm och vidare syster till docent Ragnar Rylander samt halvsyster till författaren Catharina Ingelman-Sundberg, professor Magnus Ingelman-Sundberg och överläkaren Henrik Ingelman-Sundberg. Hon gifte sig 1966 med professor Jan Thorson.